# Amy Pieters
Amy Pieters (ur. 1 czerwca 1991 w Haarlem) – holenderska kolarka szosowa i torowa, wielokrotna medalistka mistrzostw świata i Europy.

## Kariera
Pierwszy sukces w karierze osiągnęła w 2006 roku, kiedy zdobyła złote medale w: indywidualnej jeździe na czas juniorek na szosowych mistrzostwach Holandii oraz w omnium juniorek na torowych mistrzostwach kraju. W 2008 roku zdobyła brązowy medal w wyścigu punktowym juniorek na torowych mistrzostwach Europy w Pruszkowie, a podczas mistrzostw Europy w 2014 roku zwyciężyła w indywidualnym wyścigu na dochodzenie. Na torowych mistrzostwach Europy w Berlinie w październiku 2017 roku zdobyła brązowy medal w madisonie, a miesiąc wcześniej razem z zespołem Boels-Dolmans wywalczyła srebrny medal w drużynowej jeździe na czas na szosowych mistrzostwach świata w Bergen. Rok później była druga w madisonie na mistrzostwach świata w Apeldoorn, a podczas szosowych mistrzostw świata w Innsbrucku wraz z zespołem Boels-Dolmans zajęła też drugie miejsce w drużynowej jeździe na czas. W 2019 roku zwyciężyła w madisonie na mistrzostwach świata w Pruszkowie oraz w drużynowej jeździe na czas i wyścigu ze startu wspólnego podczas mistrzostw Europy w Alkmaar. Zwycięstwa w madisonie odniosła także na MŚ w Berlinie (2020) i MŚ w Roubaix (2021), a na szosowych mistrzostwach świata w Harrogate (2019), już w barwach Holandii, zdobyła złoto drużynowej jeździe na czas. 
Wystąpiła na igrzyskach olimpijskich w Londynie w 2012 roku, gdzie zajęła szóste miejsce w drużynowym wyścigu na dochodzenie. Brała też udział w igrzyskach olimpijskich w Tokio w 2020 roku, gdzie była czwarta w madisonie.
Ponadto wygrała między innymi Omloop Het Nieuwsblad w 2014 roku, Dwars door Vlaanderen w latach 2014-2016, Ronde van Drenthe i Grand Prix de Plouay w 2018 roku, Open de Suède Vårgårda w latach 2017 i 2018 oraz Nokere Koerse w 2021 roku.
Jej ojciec Peter Pieters oraz wujek Sjaak Pieters także byli kolarzami.